# Dezső Novák
Dezső Novák (* 3. Februar 1939 in Ják; † 26. Februar 2014 in Budapest) war ein ungarischer Fußballspieler und -trainer.

## Spielerkarriere

### Vereine
Novák, in der Gemeinde Ják im Kreis Szombathely geboren, spielte zunächst für Szombathelyi Postás das erste Mal im Seniorenbereich Fußball. In der Spielzeit 1956 gehörte er Törekvés Szombathely an, für den er – mit erfolgter Namensänderung in Haladás Szombathely – in der als Einfachrunde ausgetragene Spielzeit 1957 sechs von elf Punktspielen bestritt und zwei Tore erzielte. Sein Debüt gab er am 17. März 1957 (1. Spieltag) beim 1:1-Unentschieden im Heimspiel gegen Újpesti Dózsa Sport Club. Sein erstes Tor erzielte er am 7. April 1957 (4. Spieltag) beim 2:2-Unentschieden im Auswärtsspiel gegen Szegedi EAC mit dem Treffer zum Endstand in der 82. Minute. In einem Teilnehmerfeld von zwölf Mannschaften belegte seine Mannschaft den letzten, doch aufgrund der Umstellung auf Herbst/Frühjahr als Saison 1957/58, gab es keinen Absteiger. Der Abstieg seiner Mannschaft folgte dennoch am Saisonende 1959/60, sodass er eine Saison lang in der Nemzeti Bajnokság II verbrachte.
Danach schloss er sich dem Verein an, dem er bis zum Ende seiner Spielerkarriere angehören und seine sportlichen Erfolge haben sollte – Ferencváros Budapest. Während seiner zwölfjährigen Vereinszugehörigkeit, in der er 57 Tore in 251 Punktspielen erzielte, gewann er viermal die Meisterschaft und einmal den Vereinspokal. Sein Debüt gab er am 30. Juli 1961 (1. Spieltag) beim 1:1-Unentschieden im Auswärtsspiel gegen den Csepel SC. Sein erstes Tor erzielte er am 30. September 1961 (9. Spieltag) bei der 2:3-Niederlage im Heimspiel gegen Vasas Sport Club Budapest, dem späteren Meister, mit dem Treffer zum 1:1 in der 37. Minute.
International nahm er im Zeitraum von 1962 bis 1972 an vier Pokalwettbewerben, an zweien davon mehrmals, teil. Insgesamt bestritt er 61 Spiele, in denen er 13 Tore erzielte. Im Einzelnen: Mitropapokal (1962; 6/1), Messestädte-Pokal (1962/63; 7/2, 1964/65; 12/3, 1966/67; 6/1, 1967/68; 12/3, 70/71; 1/0), UEFA-Pokal (1971/72; 7/0), Europapokal der Landesmeister (1963/64; 2/0, 1965/66; 6/3, 1969/70; 2/0). Im Wettbewerb um den Messestädte-Pokal erreichte er 1965 und 1968 jeweils das Finale, wobei nur das erste mit 1:0 gegen Juventus Turin gewonnen wurde.

### Nationalmannschaft
Für die A-Nationalmannschaft bestritt er neun Länderspiele, in denen er drei Tore erzielte. Er debütierte am 25. Oktober 1959 im Népstadion beim 8:0-Sieg über die Schweizer Nationalmannschaft. Seine ersten beiden von drei Toren erzielte er am 20. Juni 1964 in Barcelona beim 3:1-Sieg nach Verlängerung über die Nationalmannschaft Dänemarks im Spiel um Platz 3 im Rahmen der Europameisterschaft 1964. Sein letztes Spiel als Nationalspieler bestritt er am 11. Mai 1968 im Viertelfinale der Qualifikation zur Europameisterschaft 1968 bei der 0:3-Niederlage gegen die Nationalmannschaft der UdSSR in Moskau.
Der Olympiaauswahl gehörte er von 1960 bis 1968 an, für die er 13 Begegnungen bestritt und zwei Tore erzielte. Er nahm an drei olympischen Turnieren teil und schloss das erste mit dem Gewinn der Bronzemedaille, die beiden folgenden jeweils mit der Goldmedaille ab. Die beiden Tore erzielte er am 22. Oktober 1968 in Mexiko-Stadt beim 5:0-Sieg über die Olympiaauswahl Japans im Halbfinale.

### Erfolge
- Dritter Europameisterschaft 1964
- Olympische Goldmedaille 1964, 1968, Bronzemedaille 1960
- Messestädte-Pokal-Sieger 1965, -Finalist 1968
- Ungarischer Meister 1963, 1964, 1967, 1968
- Ungarischer Pokalsieger 1972

## Trainerkarriere
Nach dem Ende seiner Spielerkarriere bei Ferencváros Budapest blieb er dem Verein erhalten – als Trainer von 1972 bis 1976 fürs erste Mal. Zunächst als Co-Trainer, danach als Trainer der U19-Nachwuchsmannschaft, Interimstrainer und nochmals als Co-Trainer. Von 1976 bis 1980 war er verantwortlich für den Dunaújvárosi Kohász SE. Mit der Rückkehr zu Ferencváros Budapest 1980 führte er den Verein auf Anhieb zur Meisterschaft und blieb zwei weitere Jahre dort tätig. Von Oktober 1984 bis zum 30. Juni 1985 war er Sportlicher Leiter des Bajai LSE, danach Trainer des Volán SC in der Saison 1985/86. Vom 31. Juli 1986 bis zum 8. Juni 1987 übernahm er die Olympiaauswahl, wie auch noch einmal vom 1. Juli 1990 bis zum 24. Februar 1992. Dazwischen trainierte er jeweils für eine Saison den Szombathelyi Haladás und den österreichischen FC Deutschkreutz. Vom 25. Februar 1992 bis zum 31. März 1993 assistierte er Emerich Jenei, Trainer der Nationalmannschaft Ungarns. Von 1994 bis 1997 war er ein drittes Mal für Ferencváros Budapest tätig,  zwei Jahre als hauptverantwortlicher Trainer mit vier Titeln, ein Jahr als Sportlicher Leiter und für knapp zwei Monate als Jugendleiter. Im August 1997 begab er sich nach Dschidda und trat dort den Trainerposten des saudischen Erstligisten Ittihad FC an.

### Erfolge
- Ungarischer Meister 1981, 1995, 1996
- Ungarischer Pokalsieger 1995
- Ungarischer Supercupsieger 1995